# Anneaux de la Mémoire
L'organització dels Anneaux de la Mémoire (Els anells de la memòria) és una associació de dret francès que té com a objectiu de donar a conèixer al gran públic la història del comerç d'esclaus, de l'esclavitud i de les seves conseqüències en l'actualitat, en la perspectiva de promoure nous intercanvis, equilibrats i equitables, entre les societats d'Àfrica, d'Amèrica i d'Europa.
També vol revisitar i aprofundir en alguns aspectes de la història de diferents ciutats i regions de tot el món. Primer es va començar a interessar sobre Nantes (França) i la seva regió, degut al seu paper important en el comerç d'esclaus i l'esclavitud a partir del segle xvii. Després va tenir uns objectius internacionals per tal de treballar sobre aquesta part de la història de la humanitat.
Els valors compartits (llibertat, respecte, igualtat, solidaritat, ...) i la recerca de la validesa científica en la seva aproximació als fets històrics, socials i econòmics sostenen tot el treball i els projectes de l'associació.
Els objectius principals de l'associació són:
- Analitzar els instruments de retenció dels captius africans a les caravanes, als vaixells esclavistes i les plantacions del Nou Món;
- Recordar els vincles històrics de la cadena que connecta a les persones afectades amb el seu passat;
- A més a més, s'intenta incidir en els lligams entre els pobles de l'Atlàntic i de l'Índic dins un nou comerç triangular d'intel·ligència i de prosperitat.

## Història
Els Anneaux de la Mémoire es constituïren a Nantes a principis dels anys 1990 a causa de la importància que va tenir la ciutat i la seva regió en el comerç d'esclaus. Els fundadors de l'associació pretenien donar a conèixer als nantesos aquesta part de la seva història.

### Nantes, port negrer
A l'edat mitjana, la ciutat exporta sal i vins a la resta d'Europa. A finals del segle xvii l'aventura comercial i marítima del port de Nantes es va accelerar. La navegació i la pesca en altura es va desenvolupar, sobretot la pesca a les aigües de Terranova. Nantes també va armar algunes naus per la guerra de cors que practicaven els corsaris. A més a més, s'amplificaren els intercanvis amb els primers territoris colonitzats d'Àfrica i d'Amèrica. Llavors, la ciutat va començar a practicar de manera important el comerç triangular, que era molt rendible.
Nantes no practicava només el comerç triangular, però la proporció d'aquest comerç en comparació a les altres ciutats portuàries de França fou que aquesta fos considerada la principal ciutat francesa que es dedicà al comerç d'esclaus. Avui en dia es considera que aquest comerç fou el motor real de l'expansió marítima de Nantes entre els segles XVIII i xix.

### Constitució de l'associació
El 1985 es va celebrar el tricentenari del Codi Negre a Nantes, un col·loqui internacional sobre el comerç d'esclaus (<<De la traite à l'esclavage>>) celebrat a la Université de Nantes. Això va servir d'impuls per a la creació de l'associació que es va constituir legalment el febrer del 1991.

#### Exposició Els Anneaux de la Mémoire
A principis dels noranta del segle xx, l'associació presentà l'exposició al Castell dels Ducs de Bretanya. Aquesta versava sobre el comerç triangular i el rol que hi jugà la ciutat de Nantes. L'exposició fou part del programa de la UNESCO de la "Ruta de l'esclau".
Posteriorment a aquesta exposició, l'associació exterioritzà la seva activitat i multiplicà les seves accions a França i a altres països.

## Activitats

### ExposicióLes Anneaux de la Mémoire(Nantes, Castell dels Ducs de Bretanya, 1992-1994)
Aquesta exposició mostrà el paper de Nantes en el comerç d'esclaus. L'objectiu de l'exposició era de mostrar la història del comerç transatlàntic practicat pels europeus entre els segles XV i xix. Es presentà al castell dels Ducs de Bretanya de Nantes, entre el desembre de 1992 i el maig de 1994 i acollí més de 400 000 visitants.

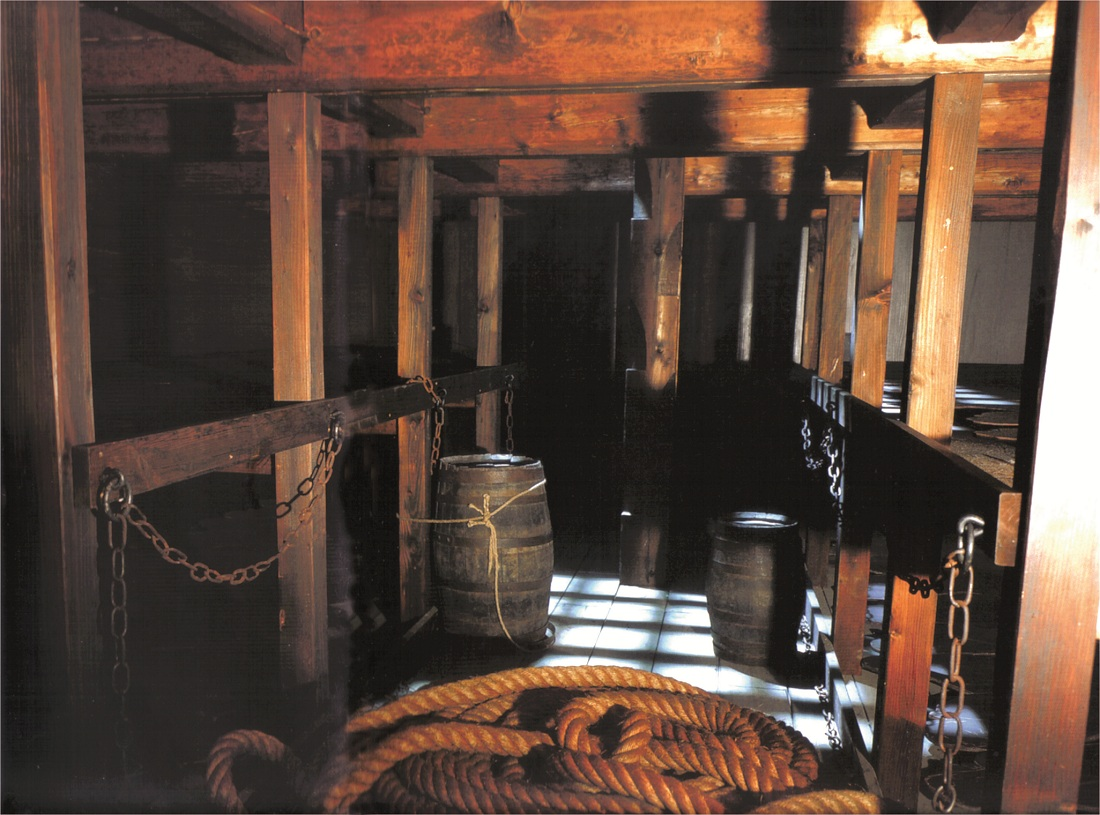
Decoració d'una part d'una nau negrera
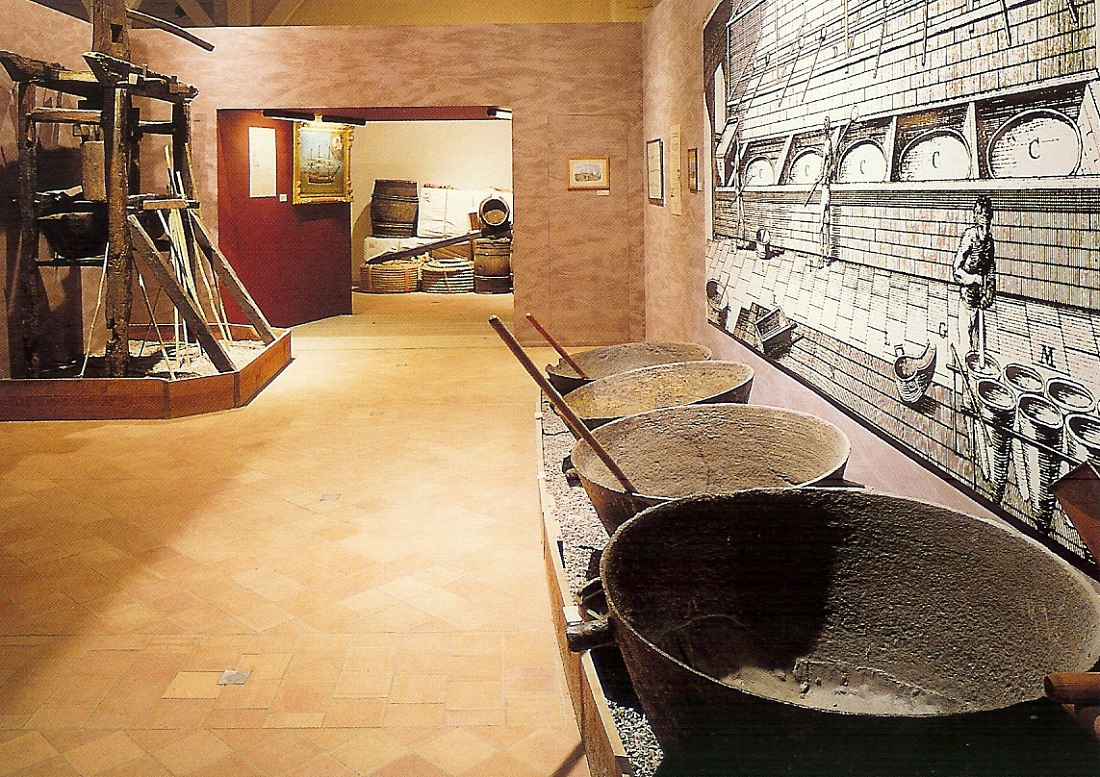
Sala d'exposició consagrada al treball del sucre a les Antilles

Es va editar un catàleg de l'exposició i un DVD.

### L'exposició fora de Nantes
Després de la primera exposició, es va demanar a l'associació que fes exposicions a altres llocs sobre el comerç d'esclaus:
- A Ouidah, Benin.
- A Pointe-Noire i Brazzaville, República del Congo.
- A Luanda, Angola.
- Al museu Villèle, Illa de Reunió, França.
- A Port-au-Prince, 2004, Haití.
- A Bamendjinda, 2009 Camerun.
- A Paimboeuf, França, 2010.
- A Dschang, Camerun, 2010.

També fa organitzar exposicions sobre les migracions i la tolerància a Nantes i a Louisiana, així com una exposició pedagògica sobre Nantes i el comerç d'esclaus entre els segles XV i XXI, els anys 2004 i 2008.

### Accions de sensibilització "Pour un musée de la traite et de l'esclavage à Nantes"
A partir del 1994 l'associació ha treballat per a sensibilitzar el públic i els poders polítics locals per a crear un gran museu internacional sobre el comerç d'esclaus.
Amb aquest esperit, la ciutat de Liverpool (Regne Unit), pioner a Europa en aquesta temàtica, inaugurà, el 2007, el International Slavery Museum per a celebrar el bicentenari de l'abolició del comerç d'esclaus al Regne Unit.

### Activitats pedagògiques
L'objectiu principal de l'associació és la de divulgar l'esclavitud, el comerç d'esclaus i les seves conseqüències en l'actualitat. Avui en dia l'associació proposa moltes activitats.
- Visites pedagògiques. Per a estudiants i grups d'adults. Visites al centre de la ciutat de Nantes per a descobrir el passat negrer de la ciutat i del seu port i les petges en la seva arquitectura. També s'ha editat un itinerari el 2008, <<Barbechat, Nantes, Paimboeuf: sur les traces de la traite négriere>> i un resum disponible gratuïtament a l'Oficina de Turisme de la ciutat des del 2007.[4]

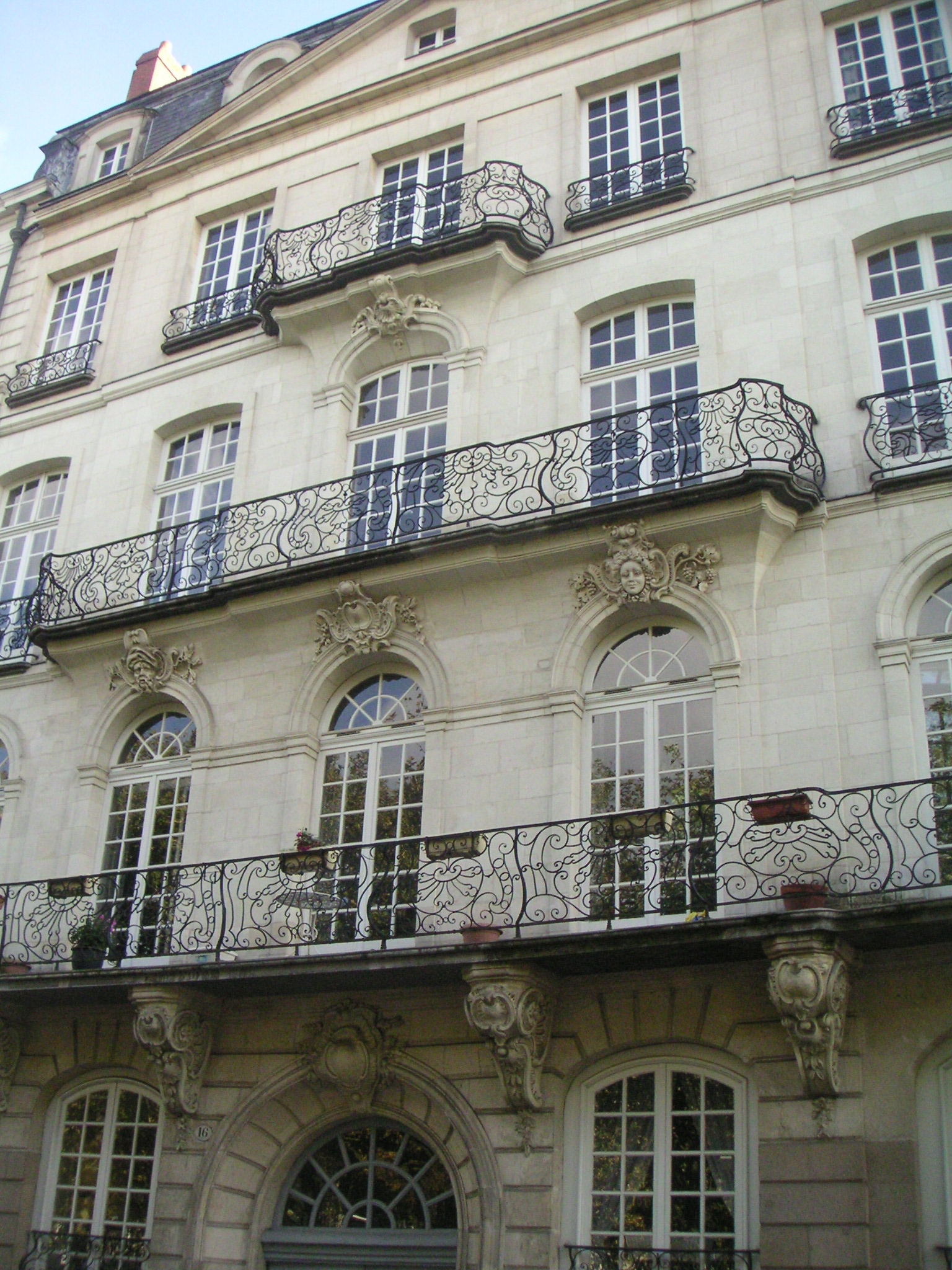
Immeuble nantais du 18Plantilla:Exp siècle, allée Duguay Trouin
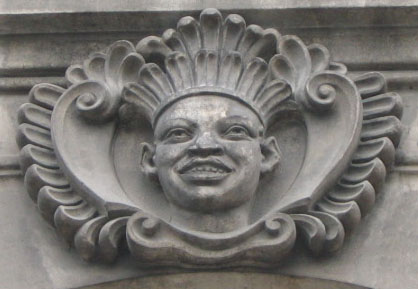
Mascaron nantais du 18Plantilla:Exp siècle, allée Brancas
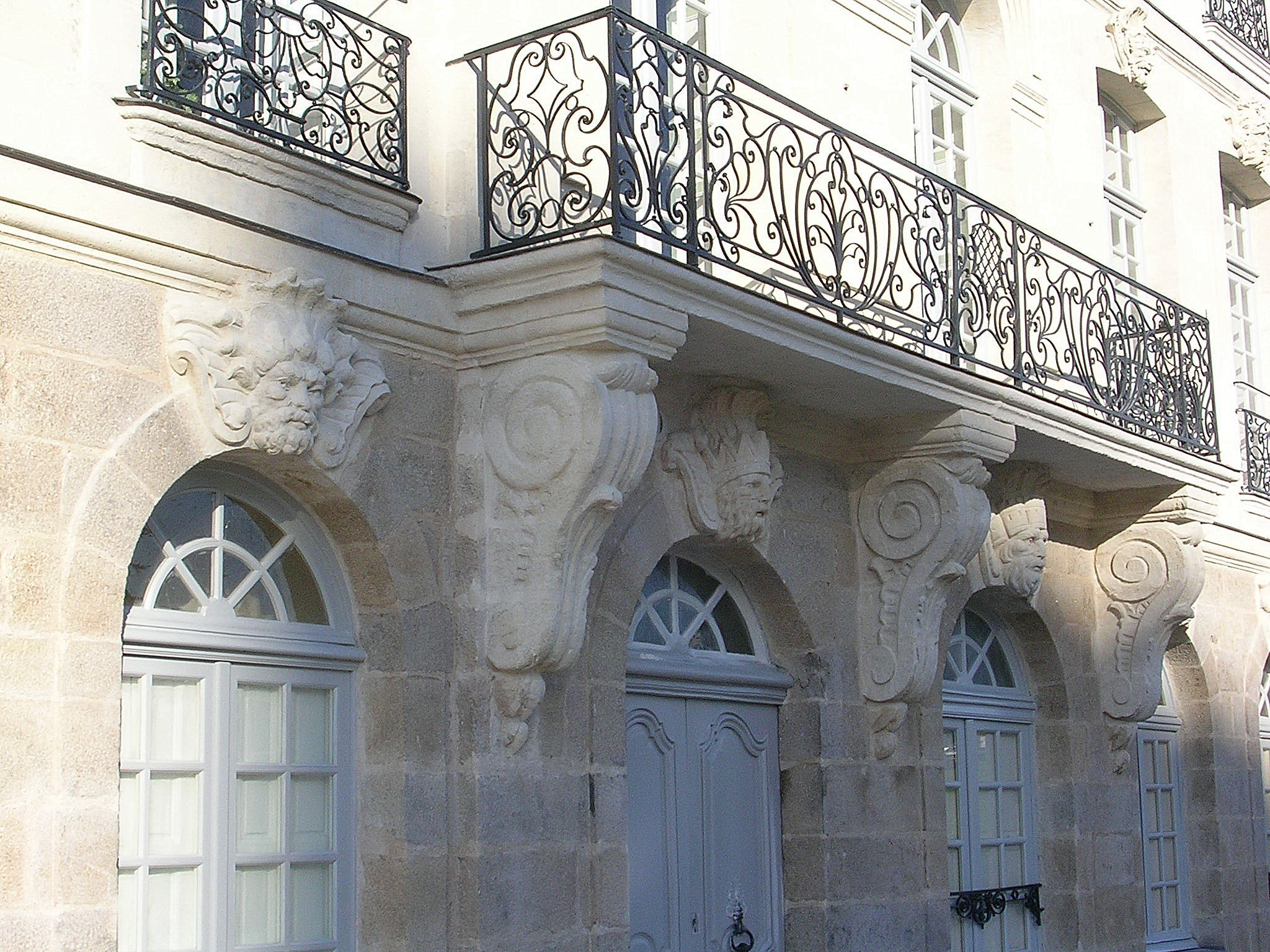
Immeubles nantais du 18Plantilla:Exp siècle, rue Kervégan
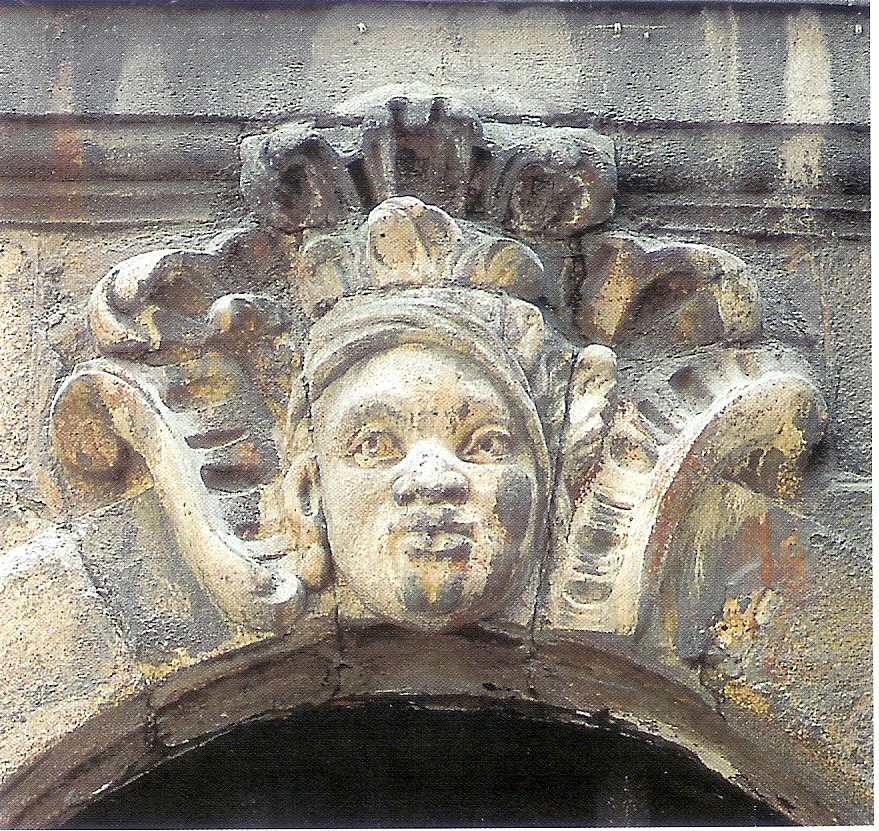
Mascaron nantais du 18Plantilla:Exp siècle, rue Kervégan

- Maleta pedagògica. Sobre la primera exposició que van organitzar. Inclou diversos documents: contes, llibres per a joves, estudis històrics, còmics, facsímils i objectes.[5]
- Exposició pedagògica. Materials per a primària, secundària i el gran públic. Facilitats a les escoles, biblioteques, centres socioculturals i altres associacions.

### Difusió de la recerca científica
A partir del 1999, els Anneaux de la Mémoire edita i publica una revista en francès: <<Les Cahiers des Anneaux de la Mémoire>> sobre el comerç d'esclaus, l'esclavitud i les seves conseqüències. La revista s'edita anualment i està distribuïda per l'editorial Karthala (París). Fins al 2010 s'han editat 13 números de la revista.

#### Altres publicacions
A més a més, l'associació ha editat llibres, catàlegs, DVDs i fulletons públics:
- Catalogue illustrée de l'exposition «Les Anneaux de la Mémoire», présentée au château des Ducs de Bretagne, à Nantes du 5 décembre 1992 au 29 mai 1994.
- Documentaire bilingue (français/anglais) sur l'exposition «Les Anneaux de la Mémoire», présentée au château des Ducs de Bretagne, à Nantes du 5 décembre 1992 au 29 mai 1994. Ce film met en scène les thématiques de l'exposition : décors, objets, tableaux et documents de cette exposition. Support DVD de 52 minutes.
- Catalogue illustrée de l'exposition «Mémoire des migrations du Moyen Âge au XXème siècle. Tolérance, intolérance», présentée à Nantes du 3 octobre 1998 au 31 mars 1999.
- Itinéraire commenté et illustré de visites de Nantes et de ses environs «Barbechat, Nantes, Paimboeuf : sur les traces de la traite négrière.».

#### El Centre d'études des Anneaux de la Mémoire (CEAM)
Per tal d'investigar sobre l'esclavitud i el comerç d'esclaus, l'associació ha fet un partenariat amb l'Université de Nantes per a crear un centre d'estudis que investigui sobre el tema. El CEAM organitza conferències i cicles de xerrades i participa i intervé en altres col·loquis i congressos externs a l'associació.

#### Col·loquis internacionals
L'associació ha organitzat diverses trobades internacionals per a desenvolupar les relacions entre Europa, Àfrica i Amèrica, amb l'estudi sobre el comerç d'esclaus i l'esclavitud com a tema central:
- «L'Afrique des interrogations» a Nantes (France), 1993 ;
- «Les nouveaux échanges Europe-Amériques : la voie des Caraïbes» a Nantes (France), 1994 ;
- «Les héritages du passé : cinq siècles de relations Europe-Afrique-Amériques» a Dakar (Sénégal), 1997 ;
- «L'expérience coloniale - Dynamique des échanges dans les espaces atlantiques à l'époque de l'esclavage, XVème - XIXème siècles» a Nantes (France), juny del 2005, en partenariat amb l'Ecole des Hautes Etudes en Sciences Sociales de Paris (França);[7]
- «Traite et esclavage» per a inaugurar el musée arts, traditions, esclavage de Bamendjinda
- Projecte de col·loqui a Limbé «Cité et esclavage», 2011-2012

#### Fons documentals
L'associació disposa d'un fons documental compost per obres i documents antics i contemporanis sobre:
- El Comerç d'esclaus.
- L'esclavitud.
- Altres formes de comerç d'esclaus i d'esclavatge.
- L'abolició del comerç d'esclaus atlàntic.
- L'herència i conseqüències.
- Les civilitzacions africanes i antilleses.
- Les migracions.

La consulta dels documents in situ és lliure i gratuïta.

## Obertura a l'exterior. Internacionalització
Des de la seva fundació, l'associació s'ha valgut del fet d'ésser part del <<La ruta de l'esclau>> de la UNESCO i ha participat en altres instàncies internacionals com el comitè de reflexió sobre Haití.

### Partenariat amb la UNESCO
L'Associació ha format part del comitè científic del programa de la UNESCO, "La Ruta de l'esclau" i ha participat en trobades internacionals a l'Havana, Ouidah, Luanda, Nantes, Palerm i Rio de Janeiro. Avui en dia encara forma part del comitè.

### Relacions privilegiades amb Haití
Degut al seu treball històric sobre el comerç d'esclaus a l'Illa de la Hispaniola, Associació s'ha procurat molts lligams amb Haití.
L'Associació ha participat en el Comité de reflexió sobre les relacions franco-haïtianes, presidida per Régis Debray que s'organitzà amb l'ocasió del bicentenari de la independència d'Haití (1804-2004). L'Objectiu era refermar les relacions entre ambdós estats.
Altres col·laboracions amb Haití han estat la creació de la Société des Amis de la République HaÏtienne a Nantes, a l'edició de números especials de la revista sobre aquest estat americà (números 6 i 7), la creació de l'exposició a Haití sobre el bicentenari de la seva independència i un programa d'ajuda al desenvolupament.

### Partenariat amb l'Associació Pays de Loire-Cameroun
Els Anneaux de la Mémoire també col·labora amb l'Association Pays de la Loire-Cameroun que vol establir vincles de turisme cultural(eco-turisme) i programes d'ajuda al desenvolupament a Dschang (Camerun). El seu objectiu és donar valor el patrimoni cultural d'aquesta ciutat camerunesa i la seva regió i posar en evidència els lligams històrics entre la història local i la història del comerç d'esclaus transatlàntic i de l'esclavitud.

### Aliança internacional dels Anneaux de la Mémoire
El 2005, l'associació els Anneaux de la Mémoire creà el secretariat de l'Aliança Internacional dels Anneaux de la Mémoire (AIAM). Es feu amb dues reunions, a Nantes i a Limbé (Camerun).
Constituïda amb un grup d'investigadors dels continents europeu, americà i africà, l'objectiu de l'AIAM és treballar conjuntament i col·laborar en l'estudi de les temàtiques que treballa l'associació i fer alguns projectes concrets (exposicions, museus, col·loquis, publicacions).
L'AIAM està presidida per Nicéphore Dieudonné Soglo, alcalde de Cotonou i antic president de Benín.
Un cert nombre d'ajuntaments (Nantes, Cotonou, Abomey, Ouidah, Dakar, La Rochelle i Lorient van decidir, el juny del 2010, crear una " Alliance internationale des villes pour le devoir de mémoire et le developpement ". L'Associació dels Anneaux de la Mémoire també en forma part.

### Projecte de col·laboració digital
Els Anneaux de la Mémoire també està relacionat amb l'Organització Internacional de la Francofonia (OIF), la qual participa econòmicament amb l'Associació. L'objectiu és aportar a països del sud com Haití, Senegal i Camerun Tecnologies de la Informació i la Comunicació (TIC) a museus.